# 山店乡
山店乡，是中华人民共和国河南省信阳市罗山县下辖的一个乡镇级行政单位。

## 行政区划
山店乡下辖以下地区：
万店村、青联村、张湾村、高洼村、林湾村、陈楼村、胡畈村、平天村、半店村、熊店村、银冲村、金城村、山店村和鸡笼村。